# Brandebourgeois (cheval)
Pour l’article homonyme, voir Brandebourgeois.
Le Brandebourgeois (allemand : Brandenburger Warmblut) est un stud-book de chevaux de sport originaire du land de Brandebourg, dans l'est de l'Allemagne. Comme de nombreuses autres races de chevaux allemands, son élevage est orienté vers la production d'un cheval apte à concourir dans les trois disciplines des sports équestres olympiques. Il est généralement de robe alezane. 
Depuis 2003, cette race n'existe officiellement plus, ayant été fusionnée pour former le cheval de sport allemand.

## Histoire
Le premier haras du Brandebourg est créé en 1787 à Neustadt. La race descend de croisements pratiqués en Allemagne de l'Est, entre des juments locales et des étalons Arabe, Pur-sang, Oldenbourg et Hanovrien. Au XIXe siècle, la demande en chevaux de traction conduit surtout à pratiquer des croisements avec l'Oldenbourg. Des juments Pur-sang sont importées plus tard, si bien qu'en 1834, le haras de Neustadt dispose d'un cheptel important de Pur-sangs. En 1866, ce haras ferme, les Pur-sangs sont envoyés à Graditz, et les demi-sangs à Berberbeck. Il rouvre en 1894, avec une base de dix juments Arabes, croisées ensuite avec des Pur-sangs. 
La société de race ouvre en 1922, mettant l'accent sur la production de chevaux de traction agricole, par croisements avec le Hanovrien. Depuis les années 1960, la race s'est constituée par des croisements avec le Hanovrien, le Trakehner et le Pur-sang.Elle devient alors le cheval de sport emblématique de la République démocratique allemande. La Réunification allemande fait diminuer l'élevage, le Brandebourgeois reculant alors au profit du Hanovrien.
Depuis 2003, le Brandebourgeois est fusionné dans le stud-book du cheval de sport allemand.

## Description
CAB International indique une taille moyenne de 1,62 m à 1,77 m, le guide Delachaux de 1,62 m à 1,70 m, et Bonnie Lou Hendricks (université de l'Oklahoma) une moyenne de 1,63 m. La base de données DAD-IS donne une médiane de 1,62 m chez les femelles et 1,68 m chez les mâles.
Il est très proche du Hanovrien, mais présente une tête plus massive et une croupe plus fuyante. C'est un cheval de sport doté d'une encolure musclée, d'un garrot sorti, et d'une croupe musclée et puissante, à la légère inclinaison, sur laquelle la queue est attachée haut.
La robe est généralement alezane, baie ou noire ; cependant ,Gianni Ravazzi affirme que la robe est toujours noire.
La race est désormais gérée par la Deutsche Reiterliche Vereinigung e.V.. La race est marquée tournée à gauche, avec une flèche entourée d'un serpent.

## Utilisations
La race est destinée aux sports équestres, notamment au saut d'obstacles, au dressage et au concours complet d'équitation.

## Diffusion de l'élevage

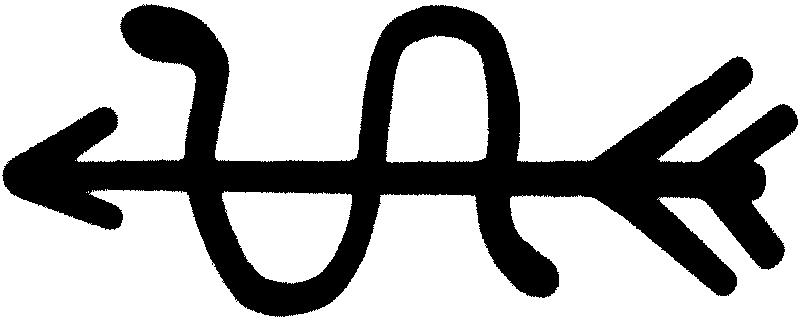
Marque du cheval Brandebourgeois.

La race est considérée comme commune, et propre au land de Brandebourg. En 2006, 1 631 sujets sont répertoriés. L'étude menée par l'université d'Uppsala, publiée en août 2010 pour la FAO, signale le Brandenburg Warmblood comme une race locale européenne qui n'est pas menacée d'extinction.  Par ailleurs, l'ouvrage Equine Science (4e édition de 2012) le classe parmi les races de chevaux de selle peu connues au niveau international.